# Sint-Antonius Abtkerk (Loo)

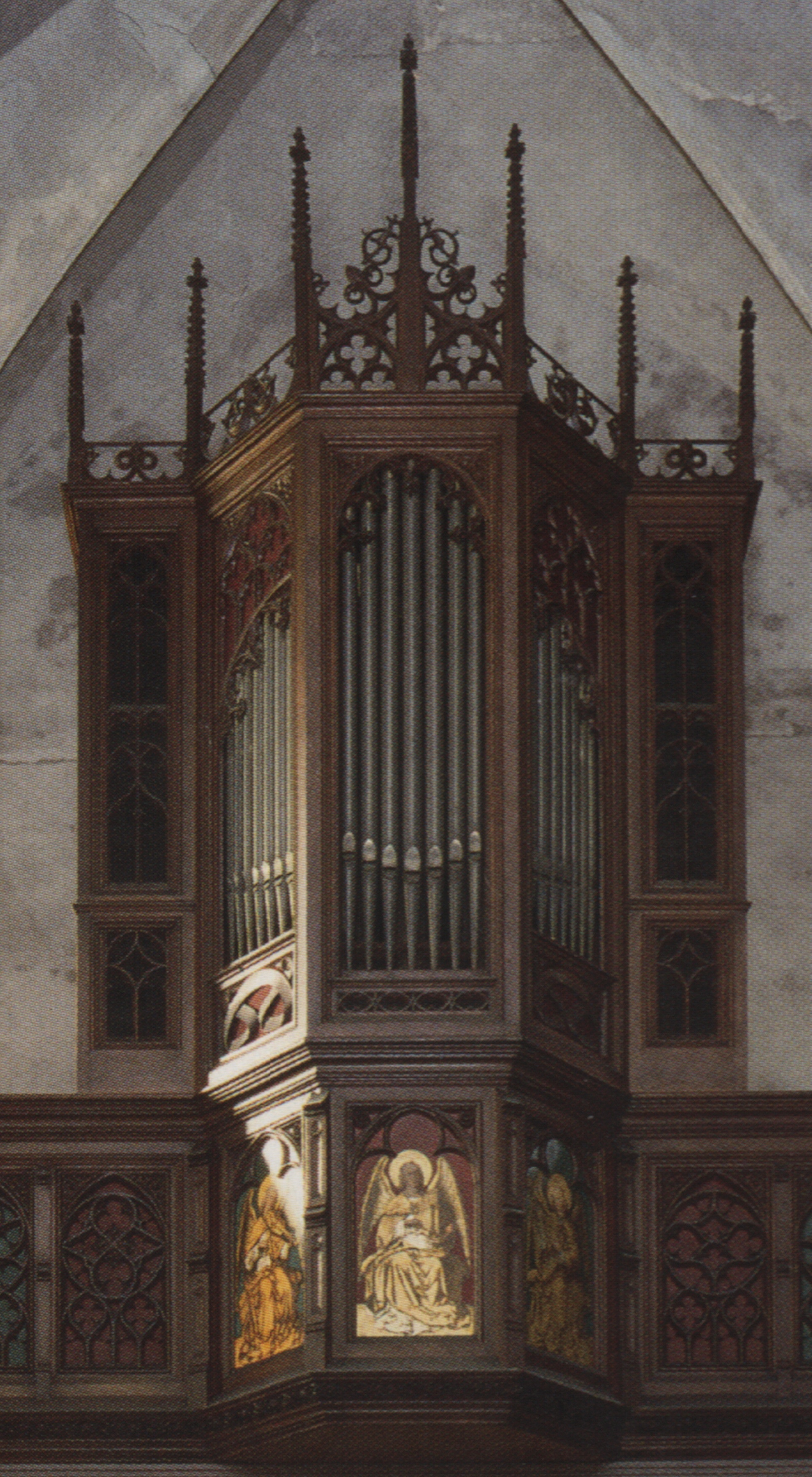
front orgelkas Maarschalkerweerdorgel te Loo

De voormalige katholieke Sint-Antonius Abtkerk in Loo is een vroeg werk van Alfred Tepe. 
Op de plaats van de huidige kerk is waarschijnlijk in de 15de eeuw een kapel gebouwd, gewijd aan de Heilige Antonius Abt. In de tweede helft van de 19de eeuw besloot de toenmalige pastoor van Egeren tot nieuwbouw. Tussen 1873-1875 werd door architect Alfred Tepe om de oude kapel heen een grotere nieuwe kerk gebouwd, waarna de oude kapel wordt afgebroken. Het is een driebeukige neogotische hallenkerk zonder toren.
Na voltooiing van de parochiekerk was Loo tot in de jaren 50 van de 20e eeuw een bedevaartsoord, waarbij Onze Lieve Vrouwe van het Heilig Hart werd vereerd. De bedevaarten in Loo vonden gewoonlijk plaats rond de laatste zondag in juli.
De kerkhofmuur rondom het oude gedeelte van de begraafplaats dateert uit 1859. In de muur is een baarhuisje opgenomen. Omstreeks 1910 heeft de toenmalige eigenaar van de naastgelegen boerderij de muur uitgebreid als scheiding tussen het kerkhof en de moestuin naast de boerderij. In dit gedeelte van de muur is een gemetselde nis met een Christusbeeld aan een houten kruis.
Het historisch orgel is een Maarschalkerweerd orgel uit 1898 bestaande uit een manuaal met een aangehangen pedaal. Het orgel is oorspronkelijk gebouwd voor de kapel van het ziekenhuis St.Joannes de Deo in Utrecht. In 1970 is het orgel gedemonteerd en opgeslagen en in 1976 verkocht aan de parochie in Loo. In 1977 is het orgel gerestaureerd en geïnstalleerd door orgelbouwer Gebr. Vermeulen uit Alkmaar.
Het orgel heeft 6 stemmen (registers): 
- Prestant 8’
- Holpijp 8’
- Dolce 8’
- Gamba 8’
- Fluit 4’
- Octaaf 2’

Het orgel heeft een bescheiden front waaraan duidelijk te zien is dat het voor een kapel is gebouwd. Het geheel -orgel, kas en windvoorziening- is onaangetast en origineel. Boven de lessenaar is een koperen cartouche aangebracht met de tekst Uit dankbaarheid/A.M.H.O.v.Rooijen/en/J.A.G.Wessels/St. Pieter bij Maastricht/october 1898. Waarschijnlijk worden hiermee de gevers van het orgel aangeduid.
De kerk is per 1 oktober 2021 officieel voor de rooms-katholieke ritus gesloten. Hij is per bisschoppelijk decreet aan de eredienst onttrokken.